# Eisenbahnunfall von Guwahati
Bei dem Eisenbahnunfall von Guwahati brach am 30. Mai 1977 die Brücke über den Fluss „Beki“ bei Guwahati im indischen Bundesstaat Assam unter einem Zug zusammen. Der Zug stürzte in den Fluss. 45 Menschen starben, 100 weitere wurden verletzt.